# 圣让达尔沃
圣让达尔沃（法語：Saint-Jean-d'Arves，法語發音：[sɛ̃ ʒɑ̃ daʁv]）是法国萨瓦省的一个市镇，属于圣让德莫里耶讷区。

## 地理
圣让达尔沃（45°12'26"N, 6°16'23"E）面积75.6 平方千米，位于法国奥弗涅-罗讷-阿尔卑斯大区萨瓦省，该省份为法国东部省份，历史上为薩伏依的一部分，北起上萨瓦省，西接伊泽尔省和安省，南部和东部与上阿尔卑斯省和意大利接壤。
与圣让达尔沃接壤的市镇（或旧市镇、城区）包括：拉格拉沃、贝斯、圣索尔兰达尔沃、瓦卢瓦尔、比利亚伦贝尔。

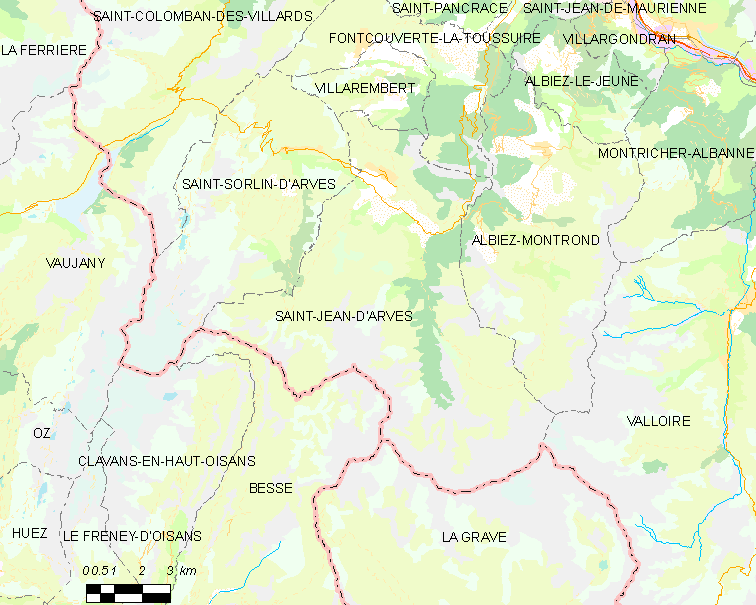
圣让达尔沃的OSM定位图

圣让达尔沃的时区为UTC+01:00、UTC+02:00（夏令时）。

## 行政
圣让达尔沃的邮政编码为73530，INSEE市镇编码为73242。

## 政治
圣让达尔沃所属的省级选区为圣让德莫里耶讷县。

## 人口

1962-2008年间圣让达尔沃人口变化图示

圣让达尔沃于2022年1月1日时的人口数量为271人。